# Bélgica nos Jogos Olímpicos de Verão de 1900
A Bélgica competiu nos Jogos Olímpicos de Verão de 1900 em Paris, França. Foi a primeira participação da nação europeia. A Bélgica foi representada por 78, todos homens,que competiram em 11 esportes.

## Medalhas
| Atleta           | Esporte       | Evento                      | Medalha |
| ---------------- | ------------- | --------------------------- | ------- |
| Hubert Van Innis | Tiro com arco | Au Cordon Doré 33 m         | Ouro    |
| Hubert Van Innis | Tiro com arco | Au Chapelet Doré 33 m       | Ouro    |
| Emmanuel Foulon  | Tiro com arco | Sur la Perche à la Herse    | Ouro    |
| Hubert Van Innis | Tiro com arco | Au Chapelet Doré 50 m       | Prata   |
| Emile Druart     | Tiro com arco | Sur la Perche à la Herse    | Prata   |
| Louis Glineux    | Tiro com arco | Sur la Perche à la Pyramide | Bronze  |

## Desempenho

### Tiro com arco(18 atletas)
| Atleta           | Evento                      | Resultado | Resultado         |
| Atleta           | Evento                      | Pontuação | Colocação         |
| ---------------- | --------------------------- | --------- | ----------------- |
| Hubert Van Innis | Au Cordon Doré 33 m         |           | Medalha de ouro   |
| Hubert Van Innis | Au Cordon Doré 50 m         | 29        | Medalha de prata  |
| Hubert Van Innis | Au Chapelet Doré 33 m       |           | Medalha de ouro   |
| Hubert Van Innis | Au Chapelet Doré 50 m       |           | 4º                |
| Emile Druart     | Sur la Perche à la Herse    |           | Medalha de prata  |
| Emmanuel Foulon  | Sur la Perche à la Herse    |           | Medalha de ouro   |
| Louis Glineux    | Sur la Perche à la Pyramide |           | Medalha de bronze |